# HD150500
HD150500 — хімічно пекулярна зоря спектрального класу B9, що має видиму зоряну величину в смузі V приблизно  7,0.
Вона  розташована на відстані близько 1639,0 світлових років від Сонця.

## Пекулярний хімічний склад
Зоряна атмосфера HD150500 має підвищений вміст 
Si
.